# Baterias do Engenho Novo
As Baterias do Engenho Novo localizavam-se a oeste da cidade e estado do Rio de Janeiro, no Brasil.

## História
SOUZA (1885), a propósito das fortificações do sertão de Jacarepaguá, refere que existiram três baterias em posição dominante nos desfiladeiros do Engenho Novo e da serra do Mateus (op. cit., p. 113), para defesa do acesso à cidade do Rio de Janeiro por aquele trecho da estrada da antiga Fazenda de Santa Cruz (Estrada Real de Santa Cruz), que dava acesso ao sul fluminense.
A propósito do Forte do Campinho, refere ainda a existência de baterias auxiliares nas elevações fronteiras do contraforte da serra do Andaraí e da serra do Irajá, dominando a Estrada Real de Santa Cruz, próximo ao cruzamento da Estrada do Campo Grande e da Estrada de Jacarepaguá, e ainda a Estrada do Irajá, onde se localizava, à época (1885), o largo do Madureira (op. cit., p. 113).
Algumas dessas estruturas possivelmente remontavam ao governo do Vice-rei D. Luís de Almeida Portugal (1769-1779), e outras à época da Independência do Brasil (1822), ocasiões em que foram erguidas diversas pequenas obras defensivas em pontos estratégicos, cobrindo os acessos à Capital, pelo litoral e pelo interior. Todas teriam sido desarmadas e desguarnecidas à época do Período Regencial, pelo Decreto de 24 de dezembro de 1831.
A fortificação do Campinho, e mais as de Irajá, do Engenho Novo e do Andaraí, se encontram relacionadas entre as defesas do setor Norte ("Fortificações do Campinho") no "Mapa das Fortificações e Fortins do Município Neutro e Província do Rio de Janeiro" de 1863, no Arquivo Nacional (CASADEI, 1994/1995:70-71).
SOUZA (1885) informa que nada mais restava das mesmas, à época (1885) (op. cit., p. 113).